# Kyoko Scholiers
Kyoko Scholiers (Antwerpen, 28 april 1981) is een Belgisch actrice. In 2003 studeerde ze af aan het Herman Teirlinck Instituut.
Naast film en televisiewerk is zij ook actief in het theater. Zo speelde ze mee met stukken van Blauwe Maandag Compagnie, Het Toneelhuis, De Zweep, Tom Van Dycks initiatief De Kempvader, De Roovers, De Onderneming, Comp.Marius, Theater Antigone, HETPALEIS en het gezelschap dat ze mee oprichtte, unm. Hiermee maakte en speelde ze de locatieprojecten Bye Bye Buchenwald, Tussen hond en wolf en The house that built us. Naast de teksten voor unm schreef ze ook "Stopcontact" (BRONKS, 2003), JEANNE (Polyfoon, 2011) en Ik heb de zon zien zakken (Vrijstaat 0, 2013). Samen met Ruth Becquart creëerde ze BRIEF, een internationaal reizende installatie waarin het resultaat te horen is van een jaar lang handgeschreven correspondenties die Scholiers en Becquart aangingen met mensen van over de hele wereld. BRIEF ontving in 2011 de Nederlandse Dioraphte-prijs. In 2015 schreef en speelde ze samen met Louis van der Waal het theaterstuk Bastaard. Met de hulp van kinderpsychiater Peter Adriaenssens en genetisch genealoog Maarten Larmuseau ging ze voor dit stuk op zoek naar de waarheid rond het familiegeheim dat zij zou afstammen van Napoleon Bonaparte via een doodgezwegen bastaard uit een buitenechtelijk liefdesavontuur in Brussel.

## Films en televisie
- Rosie, 1998
- Het Achterland, 2001
- Stille Waters, 2002, als Inez
- Any Way The Wind Blows, 2003
- Het eiland, 2004-2005, als Fien
- De Hel van Tanger, 2005, als Inge
- SEXtet, 2007
- Aspe, 2009
- Rang 1, 2011
- Vermist, 2011
- Code 37, 2012
- Geub, 2019, als Leen